# Zarmandukht
Zarmandukht o també Zarmanduxt va ser reina consort de l'Armènia arsàcida per matrimoni amb el rei Pap que va governar des del 370 fins al 374 i després com a reina regent durant la minoria d'edat dels seus fills, Àrsaces III i el seu germà i co-governant Valarxak d'Armènia. Com a regent va governar des del 378 fins al 384.

## Biografia
Zarmandukht era l'esposa del rei arsàcida Pap d'Armènia. Els historiadors armenis no proporcionen cap informació sobre l'origen familiar de la reina, encara que havia de pertànyer a alguna família noble. Podria haver estat filla d'un nakharark (noble) i segurament s'hauria promès amb Pap durant el regnat d'Àrsaces II.
L'any 374, després de l'assassinat de Pap d'Armènia, l'emperador Valent va situar al tron a Varasdat, nebot de Pap, perquè els seus fills eren encara massa joves per governar. Varasdat era un personatge molt conegut per les seves excel·lents qualitats físiques i per la seva intel·ligència. Havia viscut a Roma durant uns anys, Va començar a governar sota la regència de Musel I Mamiconi, que provenia d'una família favorable als romans. No se sap què va passar amb Zarmandukht i els seus fills durant aquest regnat.

### Regència
L'any 378, després del fracàs de Varasdat com a rei i de l'assassinat del regent Musel I, el germà d'aquest Manuel Mamiconi va ocupar el càrrec de sparapet (comandant en cap) que Musel I havia tingut i, enfurismat, va expulsar Varasdat del tron i el va enviar de tornada a Roma. No va gosar pas a abolir la monarquia i va utilitzar Zarmandukht com a reina vídua per continuar a governar ell mateix en el seu nom. Va presentar al poble a Zarmandukht i els seus dos fils, Àrsaces III i Valarxak, que havia criat com els seus propis fills. La reina Zarmandukht va rebre els honors deguts a una reina i el seu fill gran Àrsaces es va casar amb la filla del regent.
Pel temor d'una intervenció romana, la reina i el regent es van apropar a Pèrsia i van rebre diversos regals del vell rei Sapor II i la protecció d'un cos de cavalleria manat per un marzban de la família Suren.
L'entesa entre els armenis i els sassànides no va sobreviure al rei Sapor II, perquè els seus successors eren dèbils. El regent es va dirigir cap els romans, ja que Teodosi I el Gran havia restaurat la seva potència. Manuel Mamiconi va decidir llavors amb l'acord tàcit dels dos imperis de restaurar els fils del rei Pap d'Armènia, Àrsaces III i Valarxak, el que va posar final al «regnat» de la reina Zarmandukht, de la que no consta quan i com va morir.